# NGC 2910
NGC 2910 (również OCL 781 lub ESO 166-SC17) – gromada otwarta znajdująca się w gwiazdozbiorze Żagla. Odkrył ją John Herschel 10 kwietnia 1834 roku. Jest położona w odległości ok. 8,5 tys. lat świetlnych od Słońca.